# 歴史的庭園

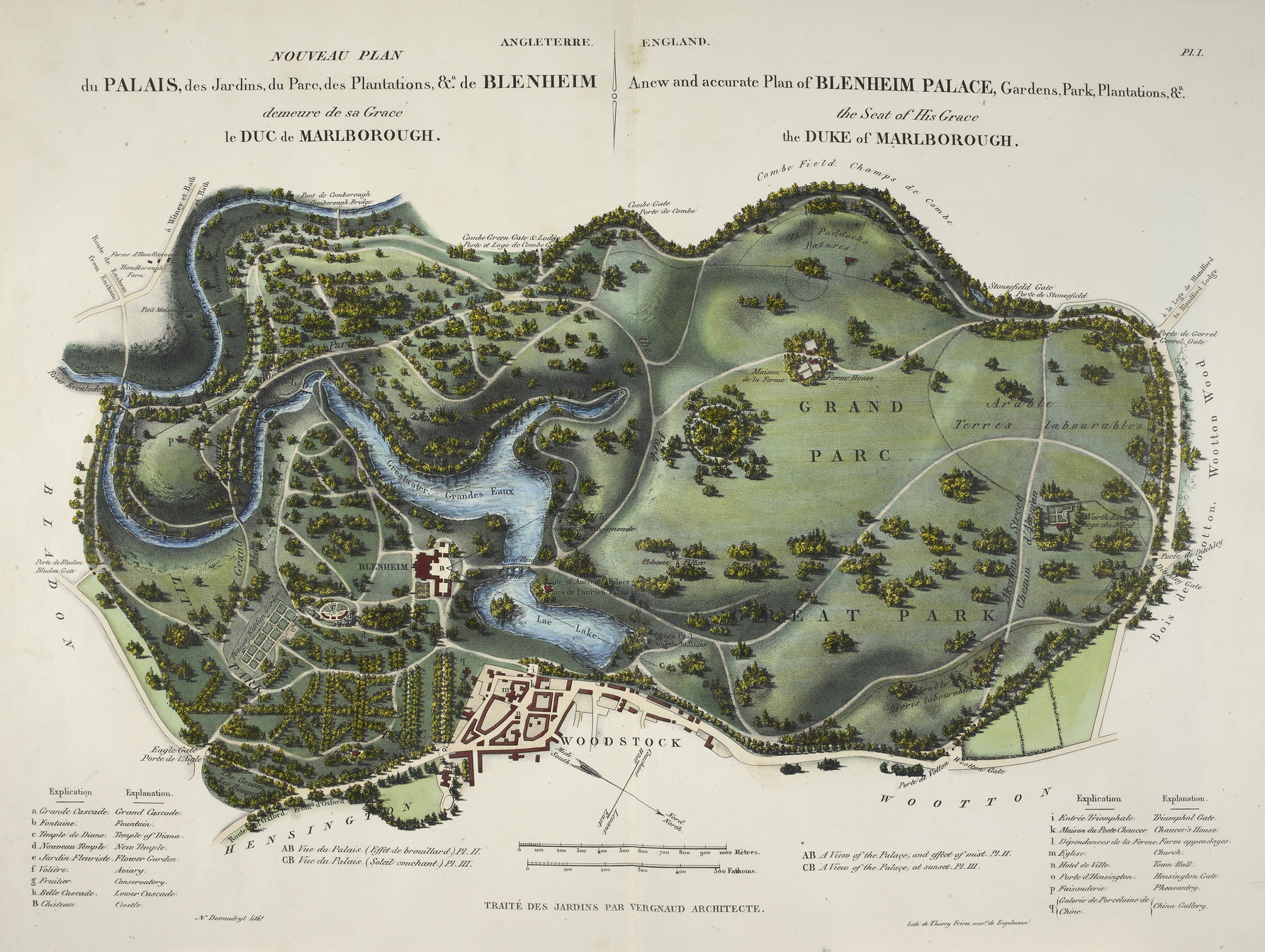
イギリス、 オックスフォードシャー州の ブレナム宮殿にある美しい公園の1835年の不動産地図 。

歴史的庭園 （れきしてきていえん）とは、1982 歴史的庭園保護憲章 (フィレンツェ憲章)で定義されている、歴史的な建物や植物のある庭園・芸術的観点から公衆の関心を引く庭園である。

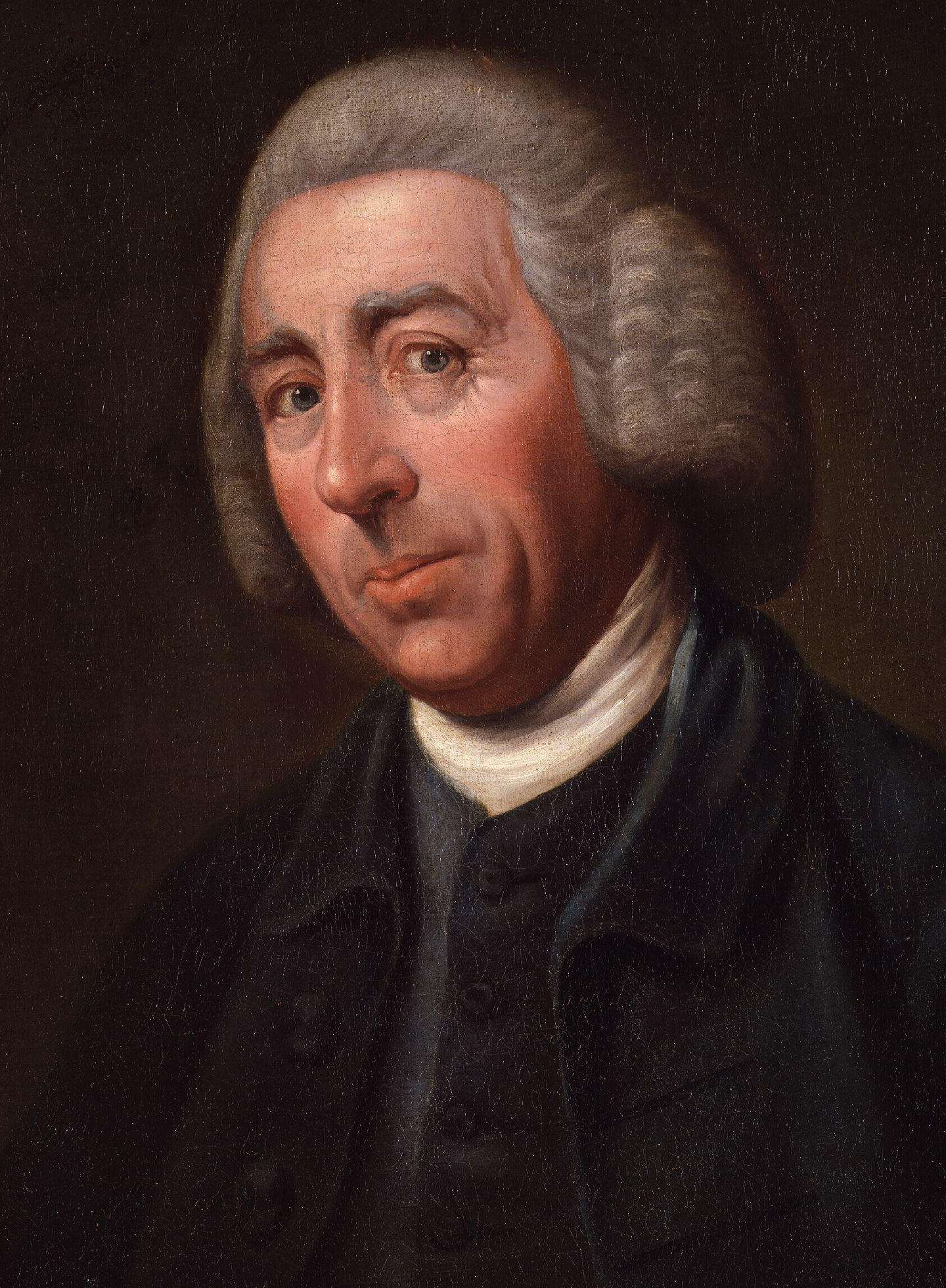
最も有名な歴史的造園修復家の一人、ランスロット「ケイパビリティ」ブラウン（1716 - 1783）。

## 解説
日本では大正11年に庭園を文化的資産として指定し保護する法律上の措置である史蹟名勝天然紀念物保存法により名勝の指定が始まり、以来かなりの歴史を有して庭園を名勝として保護する取組を行い、近現代における日本庭園史の調査研究にも一定の指標を与え、大きな影響を及ぼしてきたとされている。
日本では国内に所在する数ある名勝地で、文化財保護法により指定されている「名勝」は300以上を数え、そのうち庭園は200件ちかくあり、名勝全体の過半数を占めている。これら法令や条例に基づいて名勝等に指定されている庭園を一般に「文化的庭園」と称している。
日本において、数多く存在する歴史的庭園を国民的資産として法律に基づき保存していこうとする本格的な取り組みは大正8年（1919年）4月に制定され、6月に施行された「史蹟名勝天然紀念物保存法」に始まる。その契機は明治44年（1911年）の帝国議会において貴族院での「史蹟及天然紀念物保存ニ関スル建議案」と衆議院における「名所奮蹟古墳墓保護ニ関スル建議案」および「名勝地維持保存ニ関スル建議案」という3つの建議案の可決にある。
史蹟名勝天然紀念物保存法は全6条から成る法律で指定制度を基本とする法的・行政的措置について示しているものの、どのようなものが「指定」に値するのかについては法律の条文には示さず、その第1条において「本法ヲ適用スヘキ史蹟名勝天然紀念物ハ内務大臣之ヲ指定ス」と規定しているのみで、どのようなものがこの第1条の規定に基づいて指定されるかについては、別に「史蹟名勝天然紀念物保存要目」を定め、庭園については、その「名勝之部の要目(一)」において、「著名ナル公園及庭園」を指定するべきものの例示として挙げている。
こうした歴史的な庭園の保全は、歴史的なランドマークの庭園やデザインされた景観 (designed landscapes) に関連する特殊なタイプの史跡保護および保全または修復である。

## 概要

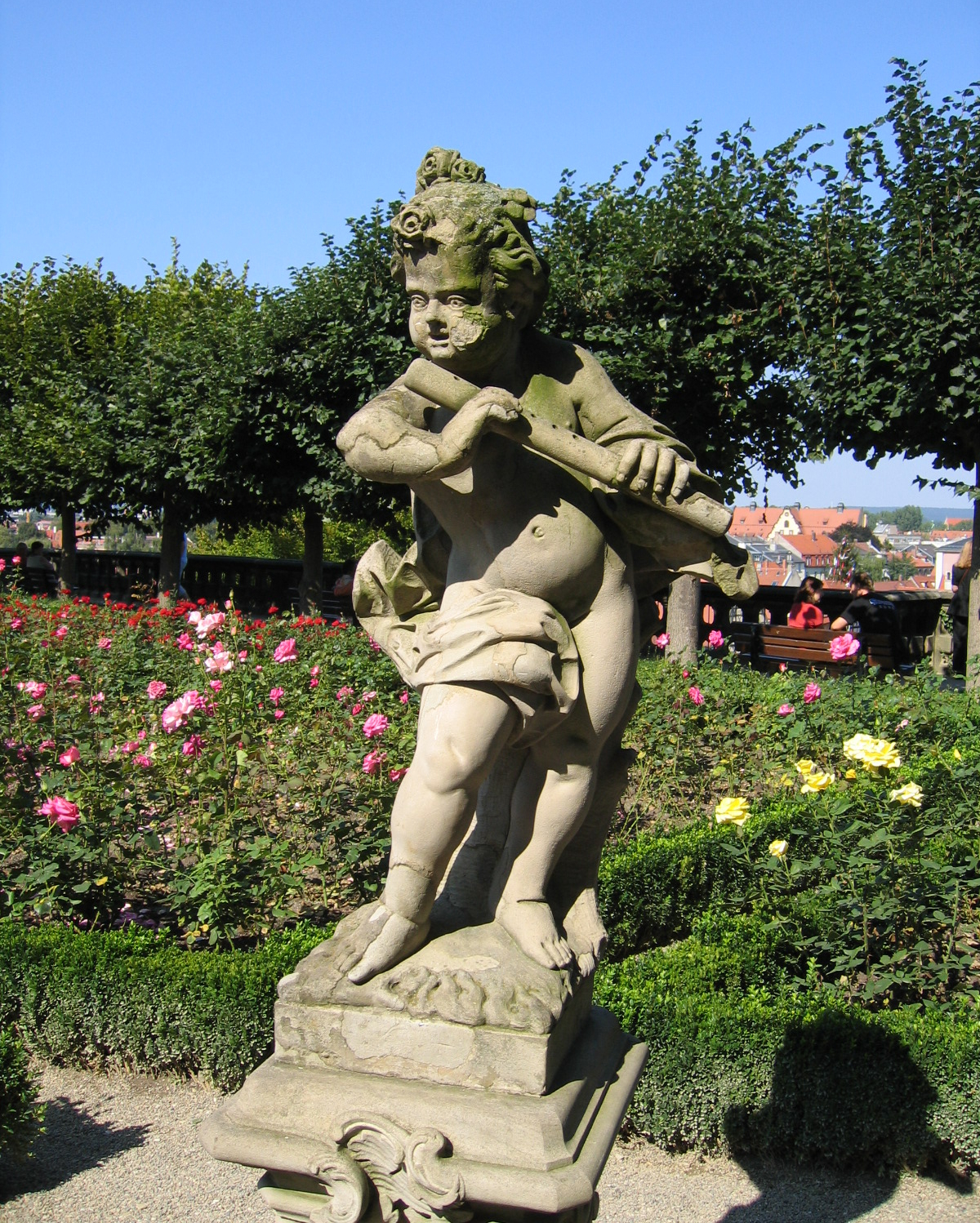
バンベルクの新居の復元されたバラ園

庭の保全とは、 園芸分野における文化財のレクリエーションおよび維持に必要な知的、技術的、技術的、および芸術的な対策を指します。 庭の記念碑の維持管理にも法律で定義された基準に基づいて記念碑の財産の評価が属しているため目的は、多くの国定記念物保護法の後になければなりません。   庭園の特徴の文化的 - 歴史的分類と同様に、閉鎖された時代に属する。
遺跡の保存、そして記念碑の 保存には多くの重複があります。 しかし、庭の保存も独自の手順を使用し、特別な形式で対策を適用します。これは、以下の通り植物の特性、したがって生き物、建造物および自然の多様な構造によるものもです。

„Der historische Garten ist ein Bauwerk, das vornehmlich aus Pflanzen, also lebendem Material, besteht, folglich vergänglich und erneuerbar ist. Sein Aussehen resultiert aus einem ständigen Kräftespiel zwischen jahreszeitlichen Wechsel, natürlicher Entwicklung und naturgegebenem Verfall einerseits und dem künstlerischen sowie handwerklichen Willen andererseits, der darauf abzielt, seinem Zustand Dauer zu verleihen.“

## 歴史
所有者が施設を改造したか維持しなかったので、多くの庭デザイナーの仕事は部分的にまたは大部分失われました。 たとえば、 ラッセル・ペイジの庭園の多くは保存されていないか、保存が不十分です 。他の施設は歴史的建造物として記載されているか、あるいは多かれ少なかれ元の状態で財団によって保存されています（ 記念碑保護のためのドイツ財団による「カール・フェルスター記念館」、オランダのミン・ルイス財団）。Christopher LloydやGreat Dixterのように、他のガーデンデザイナーは自分たちの庭を一定のレベルで「凍結」することに反対していました。 ロイドはナショナルトラストの庭のデザインを熱心に拒絶した。
1980年代初頭以来、盛んに歴史的な庭園の保存と修復の試みが行われています（例：ヘリガンの失われた庭園 ）またはnachzugestalten  などほとんど悪い源の状況に加え、しばしば植物リストがなく、それは一般的な「時間的に典型的な」植栽に頼らなければならないため、建物のようにどのときの庭を再建するかという問題が生じる。大部分は近代的な庭園の一部として、選択された部分だけが「歴史的」な形になっています。

### ユネスコ
21日  1981年5月、 ICOMOS - IFLAフィレンツェ歴史庭園国際委員会は 、異文化間景観保全の確立におけるさらなる決定的なステップとして、 歴史的庭園憲章（フィレンツェ憲章）を決定しました。

„Historische Gärten gehören zu den Elementen des kulturellen Erbes, deren Fortbestand naturbedingt ein äußerstes an unablässiger Pflege durch qualifizierte Personen erfordert. Durch zweckentsprechende Unterrichtsmethoden muss die Ausbildung dieser Fachleute gesichert werden, und zwar von Historikern, Architekten, Landschaftsarchitekten, Gärtnern und Botanikern.“

### ドイツ
同国ではイギリス風景式庭園の大きな波が個々の庭園、あるいは少なくとも要素は生き残ったが数え切れないほどの整形式なルネサンスとバロック庭園を破壊しました。例えば、保守的な所有者が新しい方法に加わることを望んでいなかったり、経済的な理由で維持できなかったり、あるいは居住地を変えた後に忘れられていたためです。
祖先の創造性や実用性を認識することが動機となることがありました。たとえば、 フリードリッヒ・ルードヴィッヒ・フォン・シュケルは、 庭園から遠く離れたバロック庭園の一部を美しい庭園に繰り返し変形させ、いくつかの道やその他の幾何学的構造物を残しました（たとえば、ミュンヘンのニンフェンブルク宮殿）。
本質的に、ドイツの庭の記念碑保存（そしてまた自然保護）の始まりは19の終わりに国土安全保障運動にある。今世紀、その考えは法律に影響を与えました。この間に、さまざまな組織が設立されました。例えばドイツ園芸協会、そして記念碑の保護をするドイツ連邦国土安全保障省など。1892年には早くも、ドイツ庭園作家協会は、古い公園や庭園への変更は歴史的な時代の証人となるため、防ぐことを要求しました。1902年には、プロイセンとヘッセで、1909年にブレーメンで、法律は建造物や街並みや景観の保護のために制定。1910年は11月にグダニスクで歴史的な庭園や記念碑での遺産保存の日が制定され、スタイル、大きさ、所有者に関係なく、同じ重要性が付けられました。
第一次世界大戦後の革命期における収用後の歴史公園の保存は特に重要でした。この間、今日の連邦州の州庭園行政は法廷庭園行政から生まれ、少なくとも州庭園は記念碑保存のために監督されました。1920年代に科学的な庭のモニュメントケアの創設者としてはポツダム - サンスーシ宮殿の庭のディレクターであるジョージ・ポテンテでした。
1928年、ボンの芸術史専任教授で、かつてのラインランドの州の保護者であった ポール・クレメンは 、 保存と遺産の日の歴史的建造物の保存の一部として公園の保存を明確に認めました。
ドイツの多くの庭園は第二次世界大戦中にひどく損傷を受けました。 しかし、戦争を乗り切った東西ドイツの多くの庭園は、戦後何十年もの間に道路工事や土地の流通などによって破壊されました。 1963年、 ドイツ園芸造園協会 （DGGL）がワーキンググループHistorical Gardensを設立しました 。
1975年のヨーロッパの記念碑保護の年にシュヴェツィンゲンの決議が書かれました。 今年のGDRには、GDRの歴史的建造物保存研究所に庭のモニュメント維持のための部門が設立されました。 西ベルリンでは、1978年に建設と住宅の上院議員に庭の記念碑の維持管理部門が創設されました。 8日に  1992年4月に、 庭の記念碑保存に関するワーキンググループ がドイツ連邦共和国の州の環境保護論者協会内にベルリンで設立されました 。
今日では、庭園の記念碑の概念は、さまざまな方法で、連邦州のすべての保護法に根付いています。 しかし、いくつかの連邦州では、特に地方自治体レベルでは、実用的な制度化と実施（資金と専門家による資金の提供）が不足しています。 ドイツの庭の記念碑の世話をしているネスター は、ディーター・ヘネボです。

### イギリス
1828年には早くも、Whitmore-Jones家がコッツウォルズの 1612年建造のチャスルトン・ハウスに庭園をそなえ、ジェームズ1世 (イングランド王)の複合施設を模倣しました。これは徐々に忘れられていきその結果、庭はオリジナルと見なされました。ナショナルトラストによるプラントの買収と詳細な記録保管の研究の後に初めてそれは初期投資ではないことが認識されました 。ヴィクトリア＆アルバート博物館が公共の利益として、1974年に歴史的な庭園の展示会で魅了したのが、ロイ・ストロングでコテージが消えたことについてで、1979年に庭の歴史についての展覧会（ジョン・ハリス、庭：イギリスのガーデニングの1000年の祭典）に続いていく。
1931年にナショナルトラストに買収されたエリザベス朝の家であるMontacute Houseは、このQuangoによって設計された最初の大きな庭園の1つでした。  1989年から歴史的信頼は既に110の庭園を支援し、約350庭師を用い  2001年に450人の庭師がいました  が一方でまた庭師を養成している が、多くのボランティアの助けを借りずに維持を行うことはできません。
例えば、 ウルヴァーハンプトン のMoseley Old Hallには典型的な庭園が作られ、建物に「適時の設定」を与えています。 ニューカッスルのBede's Worldは、デザインが一新された中世の庭園を現代に紹介します。
イギリスでは、1990年に設立された「Old Lawnmower Club」のような古いガーデンツールの収集と手入れを専門とするクラブもあります 。

### オランダ
Nederlandse Tuinstichtingはオランダのガーデンデザイナーの作品を保管し、庭園の写真アーカイブを維持しています。 データベースにはオランダの重要な庭園があります 。

## 職業
従事者は主に造園史学、園芸、ガーデンデザイン、ランドスケープデザインおよび造園・ランドスケープアーキテクチュアのバックボーンから来ている。歴史的な庭園の管理計画を作成する専門家は環境デザイン、園芸、景観史、建築史そして管理に関する知識とスキルを必要とし専門教育プログラムが必要（以下のセクションを参照）。
歴史的な庭園の修復は、歴史的な庭園を以前の歴史的な時点での状況に修復するという専門家の仕事である。旧い庭園はその活用策が流動的であるので、通常は保存修復時点で現在および将来においての活用を考慮する必要がある。歴史的な庭園を調査し保全のための政策を準備する仕事では造園考古学 、歴史的知識、デザイン判断、園芸と建設における技術的スキルを備えている必要がある。

## 教育

### イギリス
イギリスではいくつかの大学や短期大学で歴史的な庭園の保全に関する学部課程および大学院課程が設けてある。
- 歴史研究所 - 庭園史研究における修士号、 ロンドン 歴史研究所
- グリニッジ大学の学士景観マネジメントコース、 - グリニッジ大学
- 継続教育研究所 - 歴史的環境（風景と庭園）コース、 継続教育研究所 （ ケンブリッジ ）
- Writtle College - 修士課程、庭の設計・修復および管理 Writtle College
- MA、歴史的に設計された景、Writtle College
- バース大学、2014年- 15年度まで、歴史的な庭園と文化的景観の保全に関するスペシャリストMSc / PGDipコースを設置

### フランス
- 国立文化遺産研究所（ Institut national du patrimoine ）は、«科学的、技術的、自然遺産»に特化した学芸員を養成

## 責任範囲
記念碑的庭園の維持管理の対象は、庭園だけでなく、 建造物の要件を満たし、植物で構成されているか、植物に関連する要素を含んでいる、非建造物内のすべてのもの（広場）です。 後者の場合、これには非ハーブ成分も含まれます。
記念碑的価値があるだけでなく、よく知られた封建的時代の庭園や公園、その後の回でも、公共と民間の投資は（戦後クローズ期間として見られるように）目的のデザインの方向には関係なく、庭園が持っていた活用さらにはその後、以前にまたは現在でほとんどまたはまったく評判を得ていない場合など タスク領域は、歴史的に重要な単一のツリーで表すことができ（z. B. ダンスの菩提樹として）、大通り、バロック様式または手入れの行き届いた庭園、墓地などの保存、 文化的景観の保存（z. B.デッサウ・ヴェルリッツの庭園王国）に向かいます。

## 公的保護

### イギリス
法定で定めている保護が登録された公園、庭園、および設計された景観に対して存在。国内4地域 それぞれに別々に遺産登録簿がある。
- イングランドで特別な歴史的興味を備える歴史公園と庭園の登録簿は、イギリスの遺産協会によって管理されている。 [15]
- Cadw / ICOMOSウェールズ特別公園の公園と庭園の登録簿は Cadwによって管理されている 。 [16]
- スコットランド庭園とデザインされた風景の目録は、スコットランド歴史遺産協会によって維持されている。 [17]
- 北アイルランドでは公園庭園特別史跡登録所があり、 北アイルランド環境庁によって管理されている。 [18]

### 法的根拠

#### イギリス
イングランドでは、歴史的な庭園があり、英語遺産に従って国家遺産法史跡公園のレジスタに1983年から特別な関心の庭園カテゴリI、II *およびIIに記録し、 CADWの手順はウェールズに似ています。 北アイルランドにはリストがありません。 基準は歴史的意義、希少価値および景観デザインの質です 。現代の庭園では保存は計画されていないので、農家や労働者の家の庭園は体系的に文書化されたり保存されたりしません。 ウェールズのSt Fagansなどの英国の野外博物館では、シンプルな庭園の外観を提示しようとしています。 しかし、これらは元のものではなく、 転居した家で再設計された庭園です。 リバプールにある小さな庭のあるテラスハウス 、 ポール・マッカートニー が幼年期すごした家は、現在はナショナルトラストが所有していますが、その歴史的な重要性から、庭のある典型的な労働者階級の家を保存することはできません。 イギリスでは、庭園を守るための法的根拠はありません。 コミュニティは、土地を緑地 （ ゾーニング ）として識別できますが、その設計方法には影響しません 。植物や庭園の保全のための全国評議会 も記念碑の保全に積極的ですが、歴史的な観賞用植物種の保全に主に関係しています。 2001年、ナショナルトラストは200の庭園と69の景観公園の形で約150 km 2を管理しました 。

#### ドイツ
歴史的建造物のランドマークなど保護、ケア、メンテナンスの基本と枠組み 庭の特徴の修復措置は、法定の命令、処分、許可および条件についてドイツでは記念碑の保存は基本法に従って州の文化主権の下にあります。 州法はそれぞれの連邦州で異なって運用されていますが、その間に記念碑保護の保護対象として園芸的に設計された植物なども含めすべての規則対象です。これは部分的には庭の芸術作品が法律文書の中で別のカテゴリーとしてリストされているという事実によるものであり、他の法律では建物としてプロフォーマでもあるため対象に該当することになる。
保護が不十分な場合、基本的に2つのシステムがあります。
- 法律は、基本的に、法律で記念碑として定義されている基準を満たすすべてのものを保護します。 その場合、記念碑は非公式的性格しか持たない。
- あるいは、記念碑として保護されている、別々の記念碑リストへリストされていることもあり、これは所有者にも法的性を与えます。つまり所有者は条件を遵守しなければならないのです。作成と絶え間ない更新が、多くの努力を必要とします。ただし庭園の分野では、このシステムは現在かなり不足である。なぜなら、かなりの検出不足があるからである。

## 組織

### オーストラリア
オーストラリアではオーストラリア庭園歴史協会がイギリスの庭園歴史協会に似た組織として存在。

### イギリス

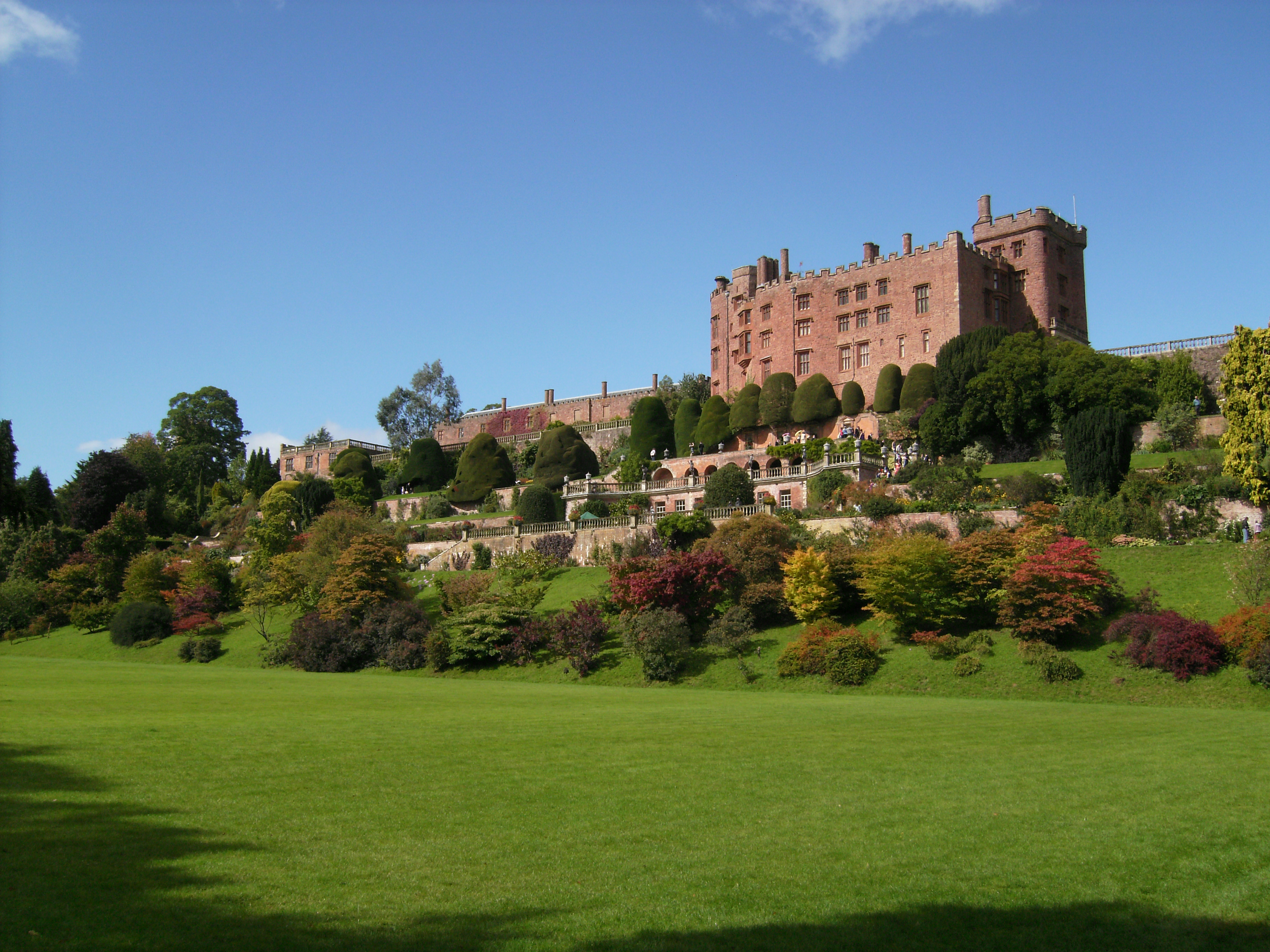
ウェールズのPowis Castleにあるバロック様式のテラスガーデンは、20世紀初頭に修復され、現在はナショナルトラストによって管理されている。

イングランド、ウェールズ、北アイルランドでナショナルトラスト、そしてスコットランドでも同様にスコットランドのナショナルトラストが 、多くのカントリーハウスおよび/またはそれらに付随する庭園および公園地、ならびに他の重要庭園、公園および景観を所有しまたは国を代表して管理する。
庭園歴史協会はそのような組織では1966年に結成された、世界で最も古い組織で 2015年にThe Gardens Trust となり、Association of Gardens Trustsと合併した。その目的は庭園の歴史を研究し、歴史的な庭園を保護することである。1995年以来、イギリスの登録された公園、庭園、景観に影響を与える提案に関する法定顧問と化し約1,500人の会員を擁し、年に2回ガーデンヒストリージャーナルを発行しているほか、定期会員の会報も発行している。この組織には、スコットランドでの活動的なグループもあり、独自の定期的なニュースレター発行と保護担当官を設けている。
ウェールズの歴史的庭園信託会はウェールズでの庭園、公園そして景色のために特に特化した組織でイングランド国内でのほとんどの郡部で信頼を得ており、ガーデントラスト協会によって代表される存在。
ロンドンには園芸博物館があり、園芸の歴史のあらゆる面をカバーしている。古道具や計画などの歴史的な品物について、大規模で増え続けるコレクションがある。

### アメリカ
アメリカではThe Garden Conservancyが国内の著名な庭園やデザインされた風景の保存を積極的に支援している。
特にカリフォルニアのイベントや教育のためのカリフォルニアガーデンアンドランドスケープヒストリーソサエティもある。
バージニア州のガーデンクラブは、1913年頃の創業以来、バージニア州で最も有名な歴史的庭園など多くを修復。修復のための資金を集めるためにイベント、歴史的なガーデンウィークが開催される。

## 修復の例

### イギリス

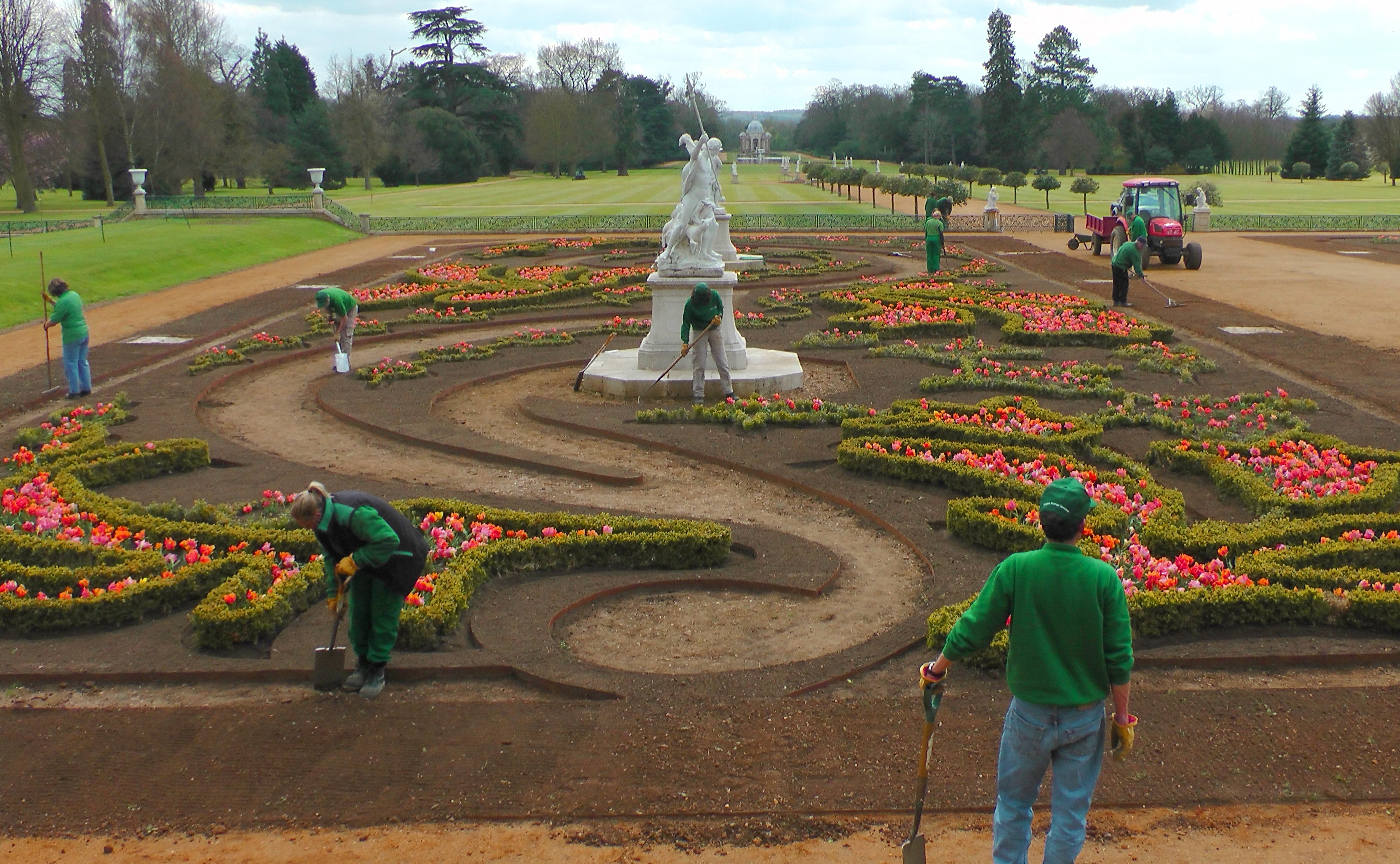
レストパークでの修復作業。

イギリスでの庭の保存修復について、最近及び継続的な例としては、 ラウザー城（カンブリア）レバーパーク（ランカシャー）、 Biddulphグランジ（スタッフォードシャー）、Croome裁判所とWitley裁判所（ウスターシャー ）  レストパーク（ベッドフォードシャー）、ロスト・ガーデンズ・オブ・ヘリガン（コーンウォール）など。

## 管理と実施

### イギリス
園芸品は、ナショナルトラスト、 カントリースチュワードシップスキーム 、そして特定のプロジェクトでは宝くじ基金（ 宝くじ委員会賞）によって提供されます。

### ドイツ
記念碑の公式保存
専門機関と行政機関は区別されます。 庭園の記念碑の保存を担当する部署は、科学的および技術的専門知識の保存を担当する専門家であり、行政および法的履行を担当する記念碑保護当局に専門家の助言と財政支援を提供します。 ドイツでは、de:Landesdenkmalämterによる職権による庭園記念碑の維持管理の任務または 関連当局のサブセクションが、 一部この権限は施設の継続的なメンテナンスを引き継ぎます。 これには、往時に近い状態を回復するための長期計画が含まれます。私的所有物の場合は基本法が適用されます。しかし、この原則は経済的合理性にその限界を見出しています。 私有庭所有者は公的助成金によって支えられています。 それにもかかわらず、保全が所有者にとって経済的に支持できない場合、しばしば記念碑の破壊になります。 また、公共部門は利用可能な資金がますます少なくなっています。
移調赤字
庭の保全は、記念碑の保全の独立した分野として数十年間しか確立されていません。 庭園の記念碑の維持管理の大きな問題（だけではありません）は、今日でも依然としてかなりの実施上の欠陥です。 法律が実際に実施されていない場合、法律は役に立ちません。 多くの場合、リストされているすべての園芸施設でさえ、記録され保護されているわけではありません。 原因はたくさんありますが、特に次にある事実によるものです。 いわゆる「下位の歴史的建造物当局」らは通常は郡 であるが、庭の保存について訓練を受けた専門スタッフがまだ少なすぎます。そして専門のスタッフがいる場合でも、その分野は「公共部門」の財政状況のために資金不足です。 第二に、地域的にも地域的にも重要ないくつかの庭園の存在と歴史、そして公の場でのそれらの遺産の価値に対する認識（そしてそれゆえに政策に対する監視圧力）は、それほど顕著ではない。第三に、強い反経済的利益がしばしば存在する。 未開発の緑地は、さまざまな建設プロジェクトによってしばしば危険にさらされています。 その場合、地方自治体が一方では税収構造施策の計画権限および承認権限であり、他方では記念碑保護権限である場合、それはしばしば庭園遺産保護の対象となります。 バーデン＝ヴュルテンベルク州では、行政改革以降、独立した技術的権限はなくなりましたが、これは高等記念物保護当局または野党理事会との行政区レベルでまとめられています。 このように、主に保存されている専門家契約は、保存の法則を保存するというタスクと融合し、したがって利益相反を可能にします。庭の保全は費用がかかるだけでなく、仕事をいくつか生み出し、お金をもたらすことも見過ごされがちです。職人、思いやりのある庭師、観光産業などでのさらに、庭の特徴は一般の人々にとってのレクリエーションスペースの機能を持ち、会社や居住者の定住のための生活の質のますます重要な「ソフト」の一つです。
財団と協会
これらの実施上の欠陥の結果として、私有財団はまた、公的所有または私有の園芸用地のいずれかを探している庭の記念碑保存の分野で過去数年間ドイツのいくつかの連邦州で確立されました。
ドイツにおける庭園遺産の授業料のための超地方の基礎の例：
- ドイツの記念物保護財団 （全国）。記念碑保護のためのドイツ財団によって調整された年次遺産記念日は、9月10日に開催されました。2006年 9月10日に全国的なモットーの下で"芝生、バラと割引　歴史的な庭園と公園 " などドイツの記念物保護財団は、全国的な共同財団である歴史的庭園のような、庭園遺産保護に捧げられたいくつかの信託基金を管理し続けています。
- 財団プロイセン宮殿と庭園ベルリン - ブランデンブルク 、Garden Directorate
- 財団歴史墓地とベルリンの墓地Brandenburg
- Stiftung Weimar Classic、ガーデンヘリテージ学科
- 財団デッサウヴェルリッツ
- 財団Fürst-Pückler-Parkバートムスカウ
- 財団Fürst-Pückler-Museum ParkとCastle Branitz
- 財団テューリンゲンの城と庭園
- ニーダーザクセン州にある歴史的建造物庭園
- 財団歴史ハンギングガーデン - 特別な種類の記念碑！ www.haengegarten.de
- VGH財団、ハノーバー（ニーダーザクセン州とブレーメンで活動中）

さらに、地方、地域、そして全国的に活動している非営利団体があり、それらは特にこの責任分野に従事しています。 庭園遺産の保全に焦点を当てている、ドイツで活動するクラブの中には、例えば以下が含まれます。
- ドイツの庭園芸術と景観文化協会 （DGGL）、ワーキンググループ歴史的庭園[23]
- ニーダーザクセン州歴史公園保存協会e. V.
- Garden Dreams - ザクセンアンハルト州の歴史的公園 V.（このモデルプロジェクトは、庭園遺産の保全と観光マーケティングの相乗効果を明確に目的としています）

## 手順と対策

### パークメンテナンス
庭園記念碑などの修復計画で重要なのはいわゆるメンテナンス手法の作成です。

„Ein Parkpflegewerk ist ein Instrument zur Analyse, zur Dokumentation, zur denkmalgerechten Pflege, zur Erhaltung und Restaurierung historischer Gärten.“

この計画過程では、以下のことがわかります。
- 対象物に関する利用可能なすべての予備情報を収集し、評価しました。
- すべての将来計画は詳細な技術的概念で提示されています。

### 資料収集保管
庭園の特徴の目録 、そして時間といったインベントリーや、記念碑リスト、または データベースは庭園遺産の基礎です。このようにして初めて、文化的記念物を定義することができるのは、それらが連邦国家の記念碑保護法の一般的に有効な規定によってまだ定義されていないからです。残念なことに、庭園芸術作品はモニュメントの保存において長い間無視されてきました。非常に多岐にわたる庭園芸術の潜在的に記念碑的な目的があります。 したがって、今日でも多くの国でインベントリの漏れがあります。ドイツ全域の体系的な目録の最初のアプローチは、そのプロジェクト "ドイツ連邦共和国の歴史的な庭園と公園の捕獲"（1985年に出版された最初の版）でドイツのHeimatbundによって提示された。以来、さまざまな連邦州でさらに調査プロジェクトが行われています。

### 歴史研究
- アーカイブの原資料を探る：アーカイブの中の歴史的な庭園の計画、見解、説明など
- 現在の手当をする
- 必要に応じて、 写真測量 （修正）航空写真、偽色写真、ステレオ画像を作成します。
- 元の在庫を調査する目的に関する調査。   B.樹齢の決定による、生垣および樹木の仕上げまたは歴史的な伐採面の認識
- 歴史的変容を探るためのオブジェクト分析（以前のスタイルの段階）
- 美術史学的方法（ デート 、機能質問、情報源調査...）
- Realienkundeまたは 投資フェーズの期間を制限するための材料履歴（建物内、方法：材料タイプ、フォーマット...）
- 再構成を可能にするための構造 - 歴史的側面の調査（機能認識のための他のシステムとの比較）
- 科学的分析（土壌層および病原体の化学的および物理的組成、 植物上の病気の検出、 植物検疫記録 、種の同定のための遺伝分析、年齢の決定のための年輪年代学 （例： C14法 ）、 熱ルミネッセンス 法 、…）
- 必要ならば、 考古学的調査 （種子の残留物の検索、 花粉分析 、 地球物理学的探査 [24] ）

### 対策
庭の特徴を成すレクリエーションと維持に必要な対策は非常に多様です。一般的な記念碑保存対策は、記事記念碑的分野で扱われており、原則として庭園遺産の管理にも適用されます。しかしながら、庭園の植物材料は、庭園の記念碑の手入れにおける個々の措置の関連性が記念碑の保存において部分的に異なるという事実をもたらしまた、測定値間の境界は流動的であり、個々のケースによって異なります。

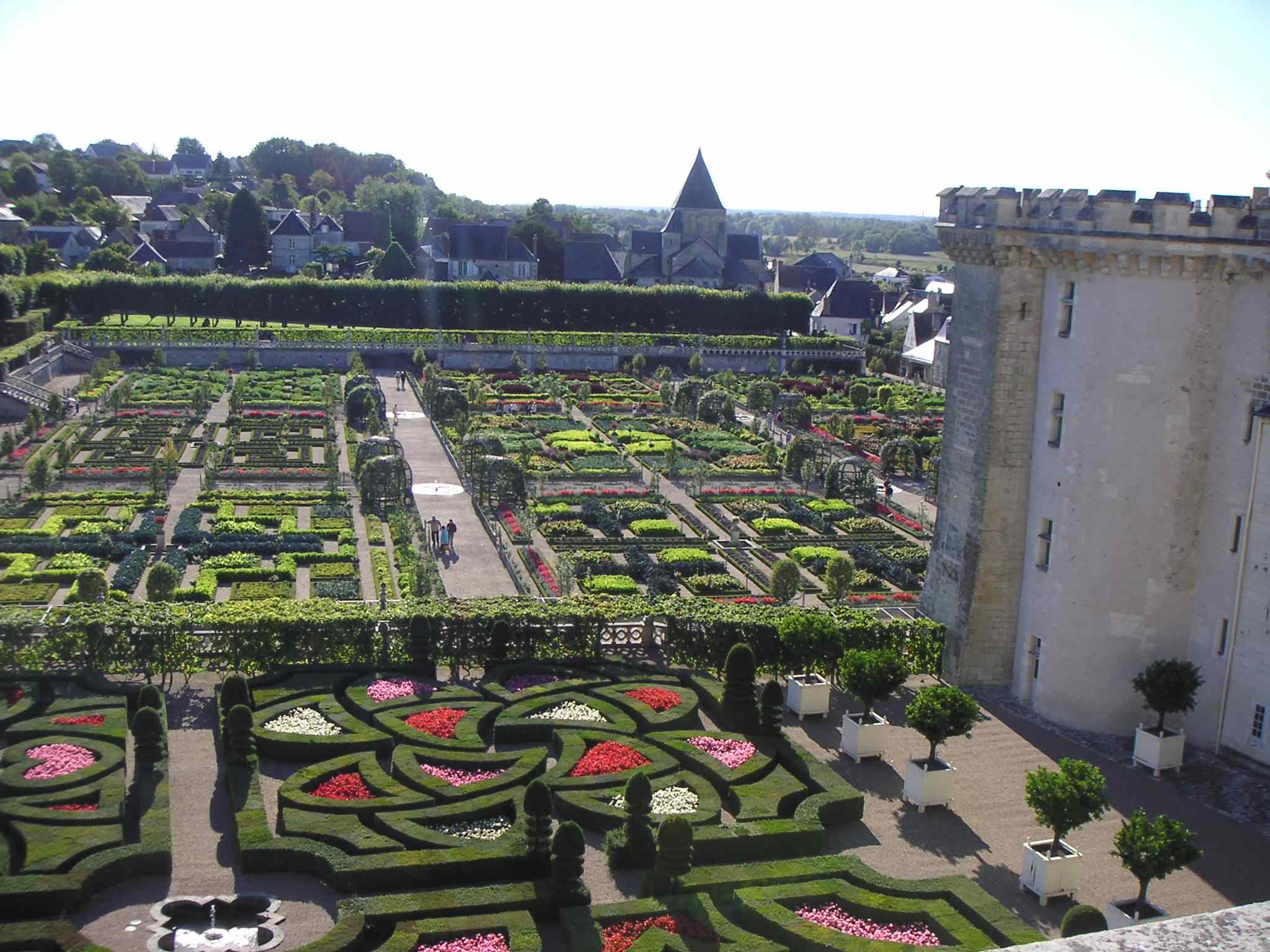
ヨアヒム・カルバロによるヴィランドリー城庭園は、もともとはルネサンス庭園であるが、19世紀からの変化した状態に向けての「修復」を理想化したものです。 世紀後の変化の破壊を伴う、したがって基本的にも新たな創造である。

- 互換性のある方法で機能と使用を制御する：庭の多くの機能は、レジャー活動に集中的に使用されます。文化的およびスポーツ的なイベント 庭の保存はこれらを管理し、必要に応じてそれらを制限して、 乱用や被害を防ぎます。
- 老化：全くまたはごくわずかな介入（いわゆる「制御崩壊」または「尊厳の中での死」）が時々古い木に適用されます。
- メンテナンス ：通常のプロによる編集などの通常の手入れ作業、おそらく歴史的な方法に従った、水塊をきれいに保つ。
- 保存 ：現在の状態を「凍結」して、老化を止めます。 これは生きている植物では不可能です。
- 修理 、 修理 ：記念碑の使用済みおよび損傷した部分の更新。単一のヘッジまたはアベニューによる再植栽
- 改修、修復 ：修理を超えた広範な改修。
- 再構成：書かれた絵画的な情報源、および入手可能であれば園芸調査の結果に基づいて、原材料のない庭園の一部または庭園全体の見た目が失われた状態の復元。 再構成された対象物は新しい創作物と見なされ、最初は記念碑の保護を主張するものではありませんが、時間の経過とともに記念碑の価値が高まる可能性があります。 新しい創造物の例はEichstättの " Hortus Eystettensis "の後継者としてのEichstätterBastionsgartenです。 再建の論争の的になる例は1984年に彼の今後の300周年記念の機会に1970年からヘットローの庭園の復元です。
- Anastilosis （構造物にだけ適用される）：崩壊した庭の建物を元の材料で再組み立てする。
- 転置 ：元の場所から別の場所への庭の地物またはその一部の移動。 総損失が発生する前に、これが2番目に悪い解決方法です。 原則として、これは噴水、パビリオンなどの構造部品に適用されます。 建物とは対照的に、植物はとにかく絶えず変化しており、しばしば再植栽することができます。 記念碑の特性の維持のために、それは元の植物の受領に関する特別な場合にのみあります。 当然のことながら、完全な庭園を転置することはほとんど不可能ですが、いずれにせよ、庭園ではしばしば非常に重要である周囲との視覚的関係（ point de vue ）が失われます。 考えられるのは、木や大通りを移植する大きな木などです。

## 交差分野連携
モニュメントの保存とBodendenkmalpflege（考古学的モニュメントの保護）、および自然保護と重複する可能性があります。

### 建築とアートの保存
庭園や墓地などの建物や比喩的な装飾には、建築や美術保存の参加が必要です。

### 庭園考古学

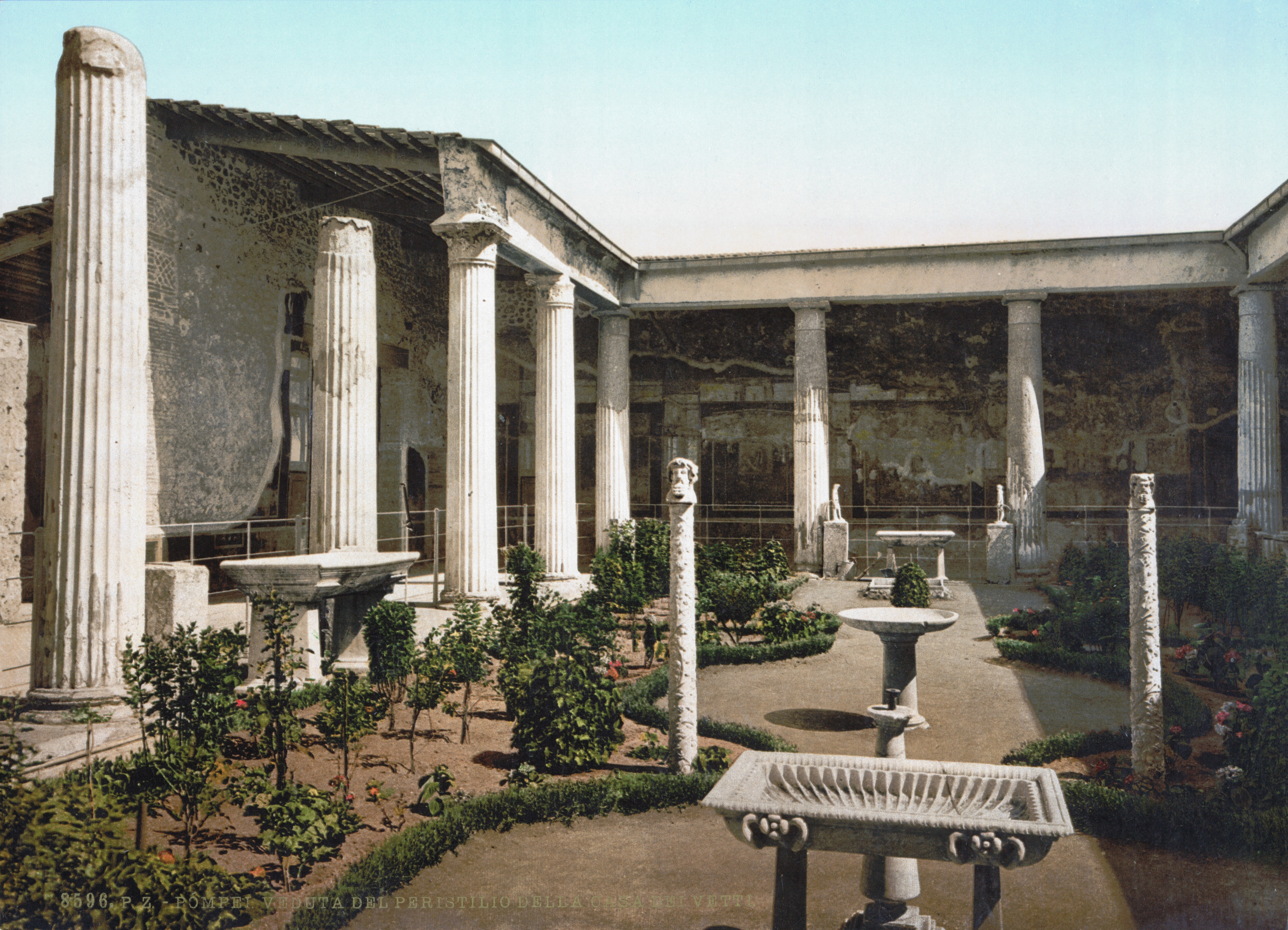
ポンペイ、1900年頃のヴェッティ家のモデルペリスタイルガーデン

庭園考古学は 、先史時代から初期の歴史的な時代にかけての庭園の研究のため開発されました。 有機材料に関する研究の特定の要件を補完および適合させたもの。 特に花粉分析、樹年表、放射性炭素法がここでは使用されています。 歴史的な庭園の中の元の道とそれらの層構造または井戸の水供給、温室、パビリオン、木などの位置は発掘によって決定することができます。 これらには航空写真の測定鉄及び電磁気及び地中レーダーといった考古学的探査の非破壊的方法は、一般調査でこぼれた庭の構造の発見と地図作成に役立つかもしれません。
庭園の考古学的手法を用いた庭園の例：
- Wilhelmina Feemster Jashemskiが調べたポンペイの庭園。 [26] 例えば、 Poppeiaの家では 、洗練された柑橘類の木が ペリスタイル ミカン属に発見されました。
- ロンドンのハンプトンコート宮殿の「プライベートガーデン」
- タージ・マハルの向かいにあるマタブバグ （ムーンライトガーデン）

### 自然と環境保護
庭園の保全には必然的に自然保護との接点も必要ですが、これとは目的が異なります。たとえば、歴史的公園は天然記念物でも文化記念碑でもあり得ます。2つの用語が混同されることがあり、こうした混乱も公式の指定によるものからです（例：ドイツの自然公園や自然の記念碑など）。天然記念物の保護はドイツの法律の下で自然保護の仕事であり、時には衝突が起こる可能性があります（例：歴史的建造物の復元は、保存価値のある植物資源の撤去を必要とするかもしれない。道は自然の記念碑としてのUnterschutzstellungのために破壊提供されませんでした。しかし、すでに自然保護の地位があるため、歴史的財産の技術的正当な保護を控えることは適切ではなく、また許されません）。 長年にわたり、ドイツは、自然保護用語「国立公園」および「自然公園」、および「国際的に重要な文化的景観」のためにICOMOSによって与えられた指定に基づいて、大規模な文化的景観に新しいカテゴリーの保全権を導入すべきかどうかを議論しています。